# 前海人寿
前海人寿保险股份有限公司，简称前海人寿，英文：Qian Hai Life Insurance CO.,LTD，注册资本为人民币35亿元，2012年2月获得中国保险监督管理委员会批准成立，是首家总部位于前海蛇口自贸区的全国性创新型金融保险机构。由深圳市钜盛华实业发展有限公司持股51%股權、深圳市深粤控股有限公司、广州立白企业集团有限公司、深圳粤商物流有限公司、深圳市凯诚恒信仓库有限公司、深圳市健马科技开发有限公司等6家公司共同发起。为万科第二大股东。
姚振華100%持有寶能投資集團持有鉅盛華67.4%股權，而鉅盛華持有前海人壽51%股權。

## 参股上市公司
- 中國南玻集團20.15%
- 華僑城集團7.82%
- 韶能股份15%
- 明星電力5.02%
- 合肥百貨 6.72%
- 南寧百貨大樓股份 14.65%
- 中國金洋19.58%

## 处罚及风险事件
2017年2月24日，前海人寿因编制提供虚假资料、违规运用保险资金，被中国保监会罚款80万元。董事长姚振华被撤销高级管理人员任职资格，并被禁止进入保险业10年；而6名前海人寿涉事高管被警告，总计罚款56万元。

## 外部連結
- 前海人寿保险股份有限公司 （页面存档备份，存于）
- 前海人壽或再增持萬科股份 （页面存档备份，存于）
- 「黑馬」前海人壽：14宗關聯交易40億全投樓市 （页面存档备份，存于）